# Джурабек Муродов
Джурабек Муродов (*24 грудня 1942, Куруд, СРСР) — радянський та таджицький оперний та народний співак (тенор). Народний артист СРСР (1979).
У 1962 році закінчив Ленінабадський педагогічний інститут. Його син популярний таджицький і український співак Джонібек Муродов.